# Johann Philipp Andreae

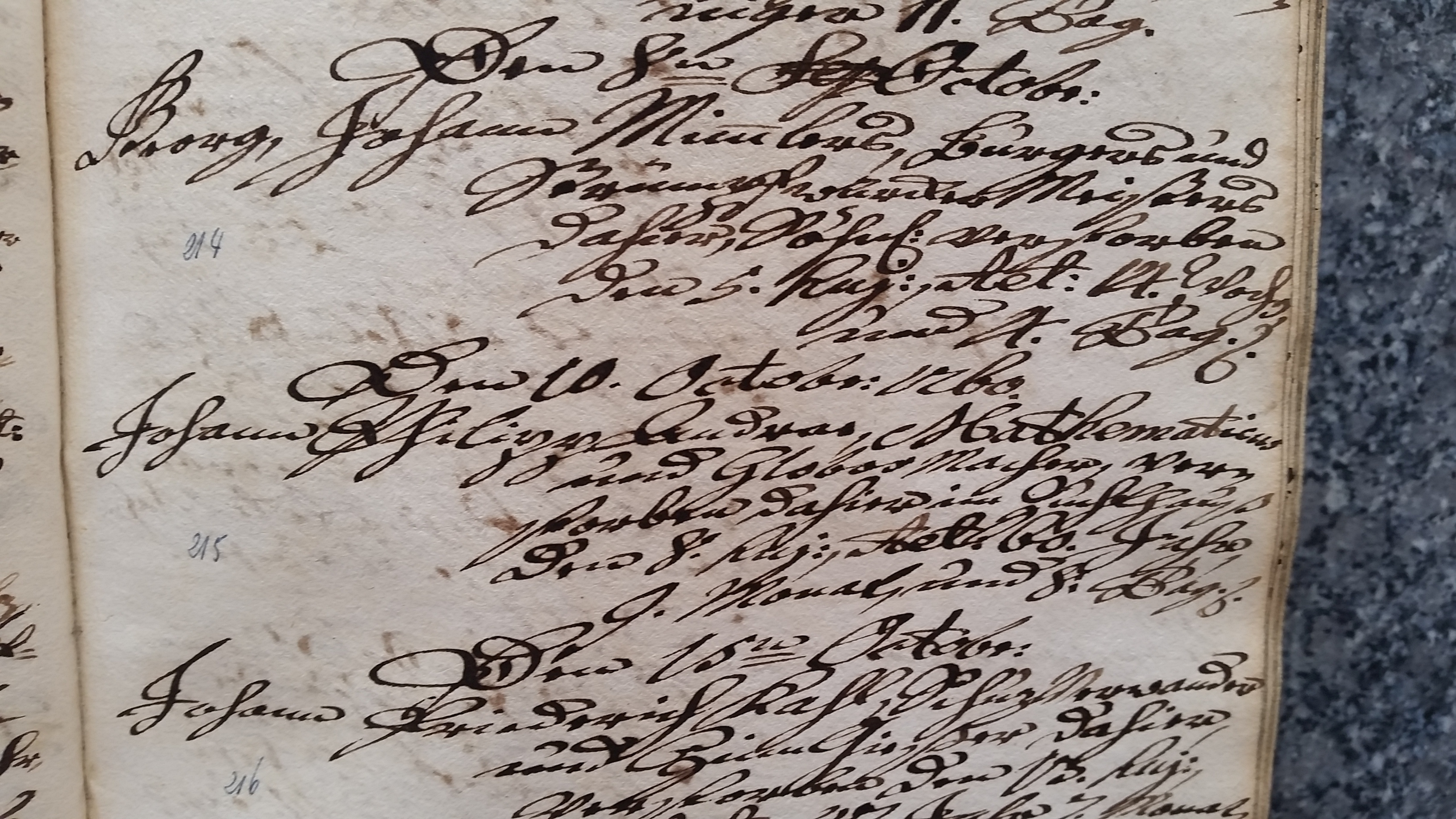
Sterberegister Schwabach, Archiv der Evangelisch-Lutherischen Kirchengemeinde Schwabach im Haus St.-Martin

Johann Philipp Andreae, auch Andreä (* 31. Dezember 1699 in Hausen an der Lauchert, Herzogtum Württemberg; † 8. Oktober 1760 in Schwabach), war ein deutscher, aus Württemberg stammender Mathematiker, Globenmacher, Mechanikus, Sonnenuhr- und Kompassmacher sowie Herausgeber.

## Leben
Andreae war der Sohn der Eheleute Johann Ludwig Andreae, einem württembergischen Pfarrer und Globushersteller, und Anna Rosina geborene Spielbuehler. 1714 verließen seine Eltern mit ihm Württemberg und begaben sich nach Nürnberg, wo sein Vater, der bereits früher sich für Astronomie interessierte, begann regelmäßig Globen zu bauen. In Nürnberg wurde 1716 auch seine jüngste Schwester, Magdalena geboren. Wie die Familie früher wohnte er in einem Garten außerhalb der Stadt. 1719, nachdem seine Eltern 1718 nach Esslingen gegangen sind, bat er um Stadtschutz und 1720 wurde dies ihm zugesagt. 1721 heiratete Johann Philipp Andreae in der Nürnberger St.-Lorenz-Kirche Sidonia Maria, die Tochter eines verstorbenen Rohrmeisters, und erhielt dadurch das Nürnberger Bürgerrecht. Aus der Ehe gingen ein Sohn und vier Töchter hervor.
Vermutlich angeleitet durch seinen Vater fing er noch in der Zeit vor 1718 an, Globen zu bauen und Landkarten zu veröffentlichen. 1725 restaurierte er den von Johannes Schöner geschaffenen Erdglobus von 1520.
Der Kupferstecher und Mechanikus Johann Christoph Berndt arbeitete mit ihm bis 1733 zusammen und verlegte die um 1726 von Andreae geschaffenen 13,5-cm-Globen mit leichten Abänderungen ab 1756 erneut und kennzeichnete diese durch Vignetten in französischer Sprache. Dabei verwendete er die ursprünglichen Kupferplatten, die 1790, überarbeitet, erneut von Johann Georg Klinger (1764–1806) verwendet wurden.
Unter anderem durch seine Beteiligung an der durch Johann Christoph Berndt gestochenen und veröffentlichten Schmähschrift auf den Nürnberger Rat wurde Andreae im Sommer 1733 verhaftet. In dem darauf folgenden Prozess wurde er am 11. Februar 1734 zu einer lebenslangen Zuchthausstrafe verurteilt. Die weiteren Mitbeschuldigten Johann Christoph Berndt und der Kupferdrucker Abraham Bronauer kamen mit zwei Haft Jahren davon. Am 27. März 1734 gelang ihm die Flucht und er ließ sich in Schwabach nieder, das zum Markgraftum Brandenburg-Ansbach gehörte.
Dort widmete er sich seiner früheren Tätigkeit und ab 1737 unterhielt die Fabrique de globorum und die Fabrik für Leonische Gold- und Silberwaren. 1740 lieferte er Globen an die Leipziger Messe. Bald nach 1756 dürfte er zahlungsunfähig geworden sein. Er versuchte in der Zeit von 1754 bis 1757 mehrfach, wieder nach Nürnberg zurückkehren zu dürfen, indem er vergeblich bat darum, eine Aufenthaltsgenehmigung zu erhalten.
Seine letzte Lebenszeit, vermutlich seit 1758, verbrachte er im Zuchthaus in Schwabach, wo er laut Eintrag im Sterberegister Schwabach am 8. Oktober 1760 verstorben ist.

## Astronomisches Kartenspiel
1719 selbstverlegt, in Anlehnung an Georg Philipp Harsdörffer (1607–1658) findet sich ein Kartenspiel im Firmamentum Firminianum bekannten Himmelsatlas wieder, das Corbinianus Thomas (1694–1767) 1730/31 veröffentlichte sowie Karten des nördlichen und südlichen Sternenhimmels und Mondkarten nach Johannes Hevelius und Giovanni Riccioli.

## Globen in Sammlungen
- 1721: Kassel, Astronomisch-Physikalisches Kabinett: signiert.[4]
- 1721: Salzburg, Salzburg Museum: Säulchensonnenuhr, signiert.[4]
- vor 1726: Bamberg, Staatsbibliothek Bamberg: Erdglobus[7] und Himmelsglobus[8] von je 13,5 cm Durchmesser (beide früher Jean Pigeon zugeschrieben)[9]
- Auch andere früher (nach Alois Fauser) Jean Pigeon zugeschriebene Globen von 13,5 cm Durchmesser, so im Museum für Franken in Würzburg und im Historischen Museum Landsberg, stammen von Johann Philipp Andreae.[9]
- 1726: München, Deutsches Museum: Himmelsglobus von 13,5 cm Durchmesser.[4]
- 1726: Stans, Nidwaldner Museum: ein Erd- und ein Himmelsglobus.[10]
- 1726: Privatbesitz: Erdglobus mit einer Höhe von 26 cm.[11]
- 1759: Salzburg, Salzburg Museum: Erd- und Himmelsglobus von je 93 cm Durchmesser.[4]
- Wien, Österreichische Nationalbibliothek: Unter anderem Himmelsglobus von 14 cm Durchmesser, früher Vincenzo Maria Coronelli zugeschrieben[9]; Globusstreifen von Johann Philipp Andreae von 1718 für einen Globus mit 7 cm Durchmesser.
- Nürnberg, Germanisches Nationalmuseum.

### Auftragsarbeiten
Um 1733 wurde nach eigenem bekunden vom Fürsten von Pommersfelden zwei große Globen für die Ritterakademie in Wien bestellt. 1756 gab er in den Unterrichtenden Briefen an, seit 1718 viele hundert Globen angefertigt zu haben mit Durchmessern von ein, anderthalb und dreieinhalb Schuh (ein Schuh entsprach 30,4 cm). Der Herausgeber merkte aber an, dass dessen Globen von ihm nicht lieferbar sind.

### Neuauflage
1790 wurden seine ursprünglichen Kupferplatten durch Johann Georg Klinger (1764–1806) und Johann Bernhard Bauer (1752–1839) überarbeitet und Erd- und Himmelsgloben durch diese nochmals verlegt.

## Veröffentlichungen
- 1730: Johann Philipp Andreae (Hrsg.): Manuductio ad Astronomiam, Thomas Corbinianus, Leipzig und Nürnberg 1730 (Digitalisat).
- 1733: Johann Paul Glück und Johann Philipp Andreae (Hrsg.): Gottfried Stieber: Deliciae topo-geographicae Noribergenses, oder, Geographische Beschreibung …, Schwabach 1733 (Google Buch 1C1DAAAAcAAJ).
  - 1774: Zweyte hin und wieder vermehrte und Auflage. In: Deliciae topogeographicae Norimbergenses, Frankfurt und Leipzig 1774 (Bay. Staatsbibliothek, MDZ, Identifikator des digitalen Objekts bsb11083700)